# YAH-63
YAH-63是貝爾針對先進武裝直升機所提出的方案，後來落敗於AH-64。

## 發展
在 1960 年代中期，美國陸軍啟動了先進空中火力支援系統 (AAFSS) 計劃，以研發AH-56夏延直升機。1972 年，陸軍針對309 眼鏡王蛇、AH-56夏延直升機和S-67進行評估，並對這三個方案都不滿意。因過高的預算及過久的推遲，陸軍取消了AH-56 夏延直升機計畫，並轉而要求更簡單、更俱生存能力的常規直升機。

陸軍尋求一款一架在火力、性能和航程方面比AH-1更好的直升機。為此，美國陸軍於1972年發布了先進武裝直升機(AAH)的招標書。
陸軍規定AAH將裝備兩台通用電氣T700渦輪軸發動機。
貝爾直升機公司、波音（與格魯曼合作）、休斯飛機公司、洛克希德和塞考斯基都提交了AAH計劃的提案。1973年6月，貝爾和休斯入選決賽，並各自獲得了建造兩架原型飛機的合同。
YAH-63的第一架原型機於 1975年10月1日首飛。並於 1976年6月墜毀，但靜態測試原型機與第二架原型機一起達到了飛行標準，進入飛越休斯條目。休斯的YAH-64於1976年12月被選中。陸軍認為YAH-63的雙葉旋翼比阿帕奇的四葉旋翼更容易受到損壞。此外，他們不喜歡YAH-63的前置三輪起落架方案，認為它不如阿帕奇的後製三輪起落架穩定。
雖然落選，貝爾將其在T700發動機方面的經驗開發應用於AH-1T和後來的AH-1超級眼鏡蛇。

## 外部連結
（页面存档备份，存于）
 （页面存档备份，存于）
 （页面存档备份，存于）